# Podoficerska Szkoła Łączności
Podoficerska Szkoła Łączności – szkoła Wojska Polskiego II Rzeczypospolitej Polskiej.
Działała w okresie II Rzeczypospolitej (do 1939 roku). Szkoliła podoficerów wszystkich rodzajów wojsk w ówczesnych technikach łączności (m.in. w komunikacji za pomocą gołębi pocztowych i sygnałów świetlnych).
Szkoła mieściła się w dawnym klasztorze w Krasnymstawie.